# Visioni di morte (film 2003)
Visioni di morte (心寒S, XinhanP), noto anche con il titolo internazionale Shiver, è un film del 2003 diretto da Billy Chung.

## Trama
Chan Kwok-ming è un poliziotto che sta per separarsi dalla moglie Sammi; poco prima di formalizzare le pratiche, la donna è vittima di una sparatoria e al suo risveglio inizia a essere vittima di alcune particolari «visioni di morte», ossia di alcune premonizioni che le permettono di conoscere in anticipo come certe persone moriranno. Dopo un'accurata indagine, Kwok-ming viene a conoscenza della verità, e in particolare del fatto che le visioni erano state indotte tramite ipnosi a Sammi dal suo medico curante, Ko Chuen: costui desiderava infatti vendicarsi di Kwok-ming, che per errore durante uno scontro a fuoco – pur mirando a un criminale – aveva colpito a morte la sua adorata moglie Kitty, facendolo piombare in uno stato di depressione.
Incidentalmente, l'intera vicenda finisce per rafforzare il legame tra i due coniugi, portando Kwok-ming – il quale, oltre a essersi scusato con la moglie per essere stato un marito sostanzialmente assente, aveva cercato di rimediare sostenendola in ogni istante – e Sammi a riappacificarsi; allo stesso tempo, quest'ultima acquisisce la tragica consapevolezza che dovrà probabilmente convivere con le proprie «visioni» ancora per molto tempo, non essendo l'annullamento della propria ipnosi un problema di facile risoluzione.

## Distribuzione
Ad Hong Kong la pellicola è stata distribuita dalla Universe Films a partire dal 4 settembre 2003, mentre in Italia direttamente in DVD dal 2005 su distribuzione PiùFilms International e B&B International Pictures.